# Cot Kayee Pantee
Cot Kayee Pantee är ett berg i Indonesien.   Det ligger i provinsen Aceh, i den västra delen av landet, 1 700 km nordväst om huvudstaden Jakarta. Toppen på Cot Kayee Pantee är 326 meter över havet.
Terrängen runt Cot Kayee Pantee är kuperad söderut, men norrut är den platt.Runt Cot Kayee Pantee är det tätbefolkat, med 257 invånare per kvadratkilometer. I omgivningarna runt Cot Kayee Pantee växer i huvudsak städsegrön lövskog.